# Fuerza Aérea de Chad
La Fuerza Aérea de Chad es la rama de guerra aérea de las Fuerzas Armadas de Chad. La Fuerza Aérea de Chad (en árabe: القوات الجوية التشادية) es la rama de aviación del Ejército Nacional de Chad.

## Historia

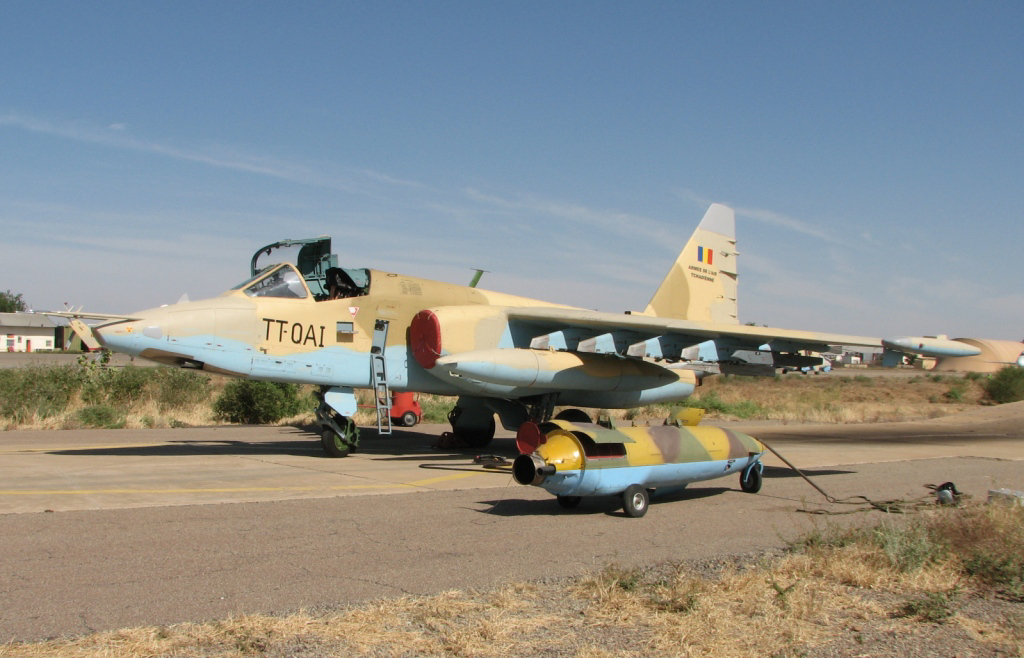
Un Sukhoi Su-25 en el Aeropuerto Internacional de Yamena.

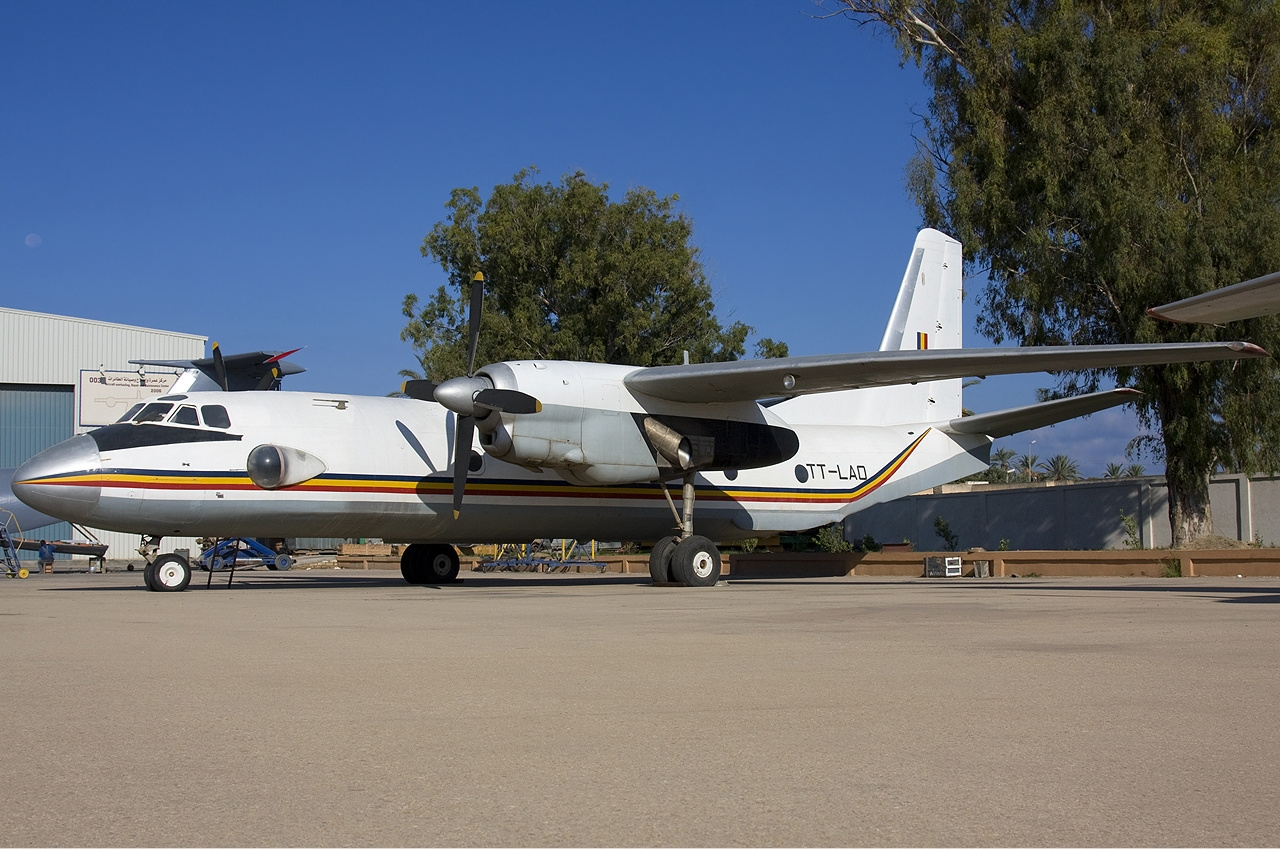
Un Antonov An-26 en la pista de aterrizaje.

### Inicios
La fuerza aérea se formó en 1961, como el escuadrón de vuelo nacional de Chad (en francés: Escadrille Nationale Tchadienne). La fuerza comparte una base militar con las fuerzas francesas desplegadas en el Aeropuerto Internacional de Yamena. En 1969, el escuadrón nacional de Chad estaba equipada con cinco aviones de carga Douglas C-47 Skytrain y tres aviones de enlace Max Holste Broussard. La mayoría de ellos eran pilotados por tripulaciones francesas, porque había muy pocos pilotos nativos. A mediados de la década de 1970, el escuadrón fue reforzado por seis Douglas A-1 Skyraider, así como algunos transportes C-47 y Douglas C-54 Skymaster adicionales, cuyo número total llegó a 13 en ese momento. Todos estos aviones fueron donados por Francia y la mayoría todavía estaban tripulados por franceses. En 1977 también se entregaron tres Cessna 336 / 337 Skymaster.

### Primeras operaciones de combate
El Ejército chadiano participó en sus primeras operaciones de combate importantes en junio-julio de 1977, contra los rebeldes del Frente Nacional para la Liberación del Chad (FROLINAT) apoyados por Libia. Tras un ataque a Zouar, se lanzaron misiones de reconocimiento aéreo desde el aeropuerto de Faya-Largeau. Las primeras incursiones de ataque fueron realizadas por Skyraiders, se utilizaron bombas, cohetes y cañones contra las posiciones rebeldes, pero casi todos los aviones involucrados resultaron dañados por el fuego terrestre. Al día siguiente, la táctica cambió y los pilotos decidieron atacar desde altitudes tan bajas como 60 metros, disparando todas sus armas en una sola pasada. Aunque se redujo la exposición al fuego de respuesta, varios aviones resultaron dañados por las explosiones de bombas y cohetes. El 3 de julio, un Skyraider recibió un impacto en el motor y su piloto se vio obligado a aterrizar en una pista de aterrizaje abandonada cerca de Zouar. Su compañero lo recuperó rápidamente. Posteriormente, un equipo de técnicos llegó a bordo de un C-47 y reparó el avión, que salió volando al día siguiente. A pesar de los esfuerzos del Ejército Nacional de Chad, Zouar fue invadido por el grupo rebelde FROLINAT.

### Ataque del FROLINAT
Después de varios meses de preparativos, el siguiente gran ataque del FROLINAT se produjo en enero de 1978, cuando fueron atacadas las guarniciones del Ejército chadiano en la región de Tibesti. El avance del FROLINAT y el Ejército Libio, fue supervisado por el Estado Mayor chadiano. Durante una de esas misiones, el 29 de enero, un Douglas C-47 Skytrain, fue alcanzado por un sistema de defensa antiaérea portátil MANPADS 9K32 Strela-2 (SA-7) mientras volaba a muy baja altitud y se estrelló, toda su tripulación murió, al día siguiente se organizó una operación de búsqueda y rescate de combate, se desplegó un Douglas C-54 Skymaster en Faya-Largeau, un Douglas A-1 Skyraider para ofrecer apoyo aéreo, y un helicóptero militar Aérospatiale SA 330 Puma de la Aviación Ligera del Ejército de Tierra Francés, sin embargo, pocos minutos después de despegar de Faya-Largeau, el C-54 fue alcanzado por dos SA-7 y su piloto realizó un aterrizaje de emergencia, mientras que dos de los motores del avión estaban en llamas, los cinco miembros de la tripulación sobrevivieron y fueron rescatados por un helicóptero Puma. La amenaza de los SA-7 puso fin efectivamente a las operaciones de la Fuerza aérea chadiana en la zona de Faya, sin apoyo, la guarnición de la ciudad se rindió el 18 de febrero.

### Intervención militar francesa
Ante el ataque rebelde apoyado por Libia, el presidente chadiano, el General Félix Malloum, solicitó una intervención militar francesa. El gobierno francés estuvo de acuerdo y así se lanzó la Operación Tacaud, a principios de abril. El Ejército chadiano, volvió a entrar en acción el 16 de abril, durante la ofensiva del FROLINAT sobre Salal, junto con aviones del Ejército del Aire francés. Uno de sus Skyraiders fue derribado por un SA-7 y su piloto murió. Aunque la guarnición del ejército chadiano en Salal, finalmente fue capturada por los insurgentes, la intervención francesa logró detener el avance de los rebeldes hacia la capital, Yamena. Al mismo tiempo, aumentaron las disensiones entre las diferentes facciones rebeldes. La situación culminó a finales del verano de 1978, cuando la facción de Hissène Habré, las Fuerzas Armadas del Norte (Forces Armées du Nord) (FAN) desertó y se unió a las fuerzas del gobierno. A su vez, Habré fue nombrado Primer ministro de Chad por Malloum. Sin embargo, esta alianza no duró mucho, y en febrero de 1979, Habré desplegó sus fuerzas alrededor de Yamena. Los rebeldes lanzaron su ataque el 11 de febrero. El Ejército chadiano y las fuerzas francesas desplegadas allí intentaron ayudar al asediado gobierno de Malloum. En reacción, Habré declaró que no podría garantizar la seguridad de los expatriados que viven en la ciudad si los bombardeos continuaban, esto hizo que las fuerzas francesas detuvieran el bombardeo aéreo. A continuación, los extranjeros fueron evacuados en aviones de transporte franceses, seguidos por las tropas francesas allí presentes, esto provocó que el Ejército chadiano cesara completamente sus operaciones; al no tener acceso al personal francés que operaba sus aviones, la fuerza aérea chadiana fue disuelta de facto.

### Refundación
La fuerza aérea chadiana se reconstituyó en 1984 como Armée de l'Air Tchadienne. Los primeros aviones de la fuerza aérea restablecida fueron cuatro Lockheed C-130 Hercules, donados por Estados Unidos. En 1986, la fuerza aérea también operaba tres C-47, un C-54, un CASA C-212 Aviocar y dos Pilatus PC-7. En ese momento, su comandante era el capitán Mornadji Mbaissanabe y contaba con alrededor de 200 personas, la fuerza dependía de los franceses para las tareas de mantenimiento, y la mayoría de sus pilotos eran franceses o zairenses, con sólo unos pocos chadianos. La flota de C-130 de la fuerza aérea se utilizó ampliamente para apoyar a las tropas chadianas desplegadas en el norte del país durante la Guerra de los Toyota. A finales de 1987, uno de estos aviones fue abandonado después de que se incendiara en una pista de aterrizaje cerca de Yebbibou, en la Región de Tibesti.

### Expansión
Tras el fin del conflicto entre Chad y Libia, las relaciones con Libia se normalizaron en 1994. A partir de mediados de la década de 1990, la fuerza aérea chadiana comenzó a crecer lenta pero constantemente. En 1995, se compraron dos Sud-Aviation SA316 Alouette III de segunda mano en los Países Bajos. A finales de los años 1990 también se compraron dos Mil Mi-24D y un Mil Mi-17. Libia donó dos Antonov An-26 en el mismo período y dos Aermacchi SF-260 en 2006. Se entregaron dos Mi-24V desde Ucrania en 2000, así como cuatro Mi-17 en 2001 y 2006. Cuatro Mi-17 más. Los Mi-24V se entregaron entre 2007-2008. La expansión de la fuerza aérea chadiana en este período, fue impulsada por las regalías provenientes de las exportaciones de petróleo que comenzaron a mediados de la década de 2000. En 2005, uno de los dos PC-7 donados por Francia en los años 80 fue reacondicionado por la empresa estadounidense Griffon Aerospace, con sede en Madison, Alabama, que también compró otro aparato en el mercado civil de Estados Unidos. Posteriormente, la misma empresa compró un solo Pilatus PC-9 directamente al fabricante suizo Pilatus Aircraft y contrató a alrededor de 50 empleados franceses, argelinos y mexicanos para servir en la fuerza aérea chadiana.

### Griffon Aerospace
Posteriormente Griffon Aerospace procedió a modificar un Mi-17V-5, tres Mi-24V y el PC-9 con puntos de anclaje que les permitieran transportar bombas Mark 81 y Mark 82 procedentes de Pakistán. Los tres Mi-24V eran compatibles con lentes de visión nocturna. La utilización del PC-9 como arma provocó un escándalo en Suiza, ya que el gobierno chadiano había prometido que no se utilizaría en funciones de combate. Este asunto marcó el final del trabajo de Griffon Aerospace en Chad, y todos sus empleados abandonaron el país en marzo de 2008. Sin embargo, entretanto estos empleados habían estado involucrados en operaciones de combate. Los instructores contratados volaron con pilotos chadianos menos experimentados, especialmente durante las salidas nocturnas.  También volaron los Mi-17 y Mi-24 durante la Batalla de Yamena de 2008, atacando a vehículos técnicos de los insurgentes.

### Ataques en Darfur
Una aeronave PC-9 también realizó ataques en Darfur en enero de 2008, a pesar de la promesa del gobierno chadiano. La fuerza aérea chadiana también estuvo involucrada en rechazar una invasión rebelde en Sudán en 2009. Los funcionarios sudaneses también afirmaron que aviones de Chad realizaron varias incursiones transfronterizas en Sudán durante el conflicto. La adquisición más destacada de este período fue un lote de seis Sukhoi Su-25 (cuatro monoplaza y dos biplaza), entregados desde Ucrania entre 2008 y 2010, este país también proporcionó a una gran parte de los mercenarios que servían en la fuerza aérea, aunque el personal chadiano comenzó a recibir formación en Francia y Etiopía, y ha comenzado a sustituir gradualmente a los extranjeros en los últimos años. También se obtuvieron seis Aérospatiale AS550/555 Fennec de la Fuerza Aérea de la República de Singapur entre 2008-2010, fue en ese momento cuando se crearon diferentes escuadrones de caza, enlace, transporte y helicópteros.

### Entregas adicionales
En 2013 se entregaron cuatro Su-25 adicionales comprados en Ucrania, y el primero de los tres Mikoyan MiG-29 llegó el año siguiente. También se incorporaron dos Alenia C-27J Spartan en 2013-2014. En 2015, los Su-25 de la Fuerza Aérea Chadiana participaron en los combates contra Boko Haram, en los vecinos Camerún y Nigeria, varios aviones y helicópteros resultaron dañados por una tormenta el 1 de julio de 2017 que azotó la base principal de la fuerza aérea en el Aeropuerto internacional de Yamena. La gravedad de la tormenta se vio amplificada por el uso de cubiertas de tela para los hangares. Las pérdidas y los equipos dañados incluyeron tres helicópteros, un Pilatus PC-12, un caza Mikoyan MiG-29 y dos aviones de ataque Sukhoi Su-25.

### Incidentes
La Red de Seguridad de la Aviación enumeró cuatro incidentes ocurridos entre 1976 y 1987, uno que involucró a un Douglas DC-3, otro a un Douglas DC-4 que fue derribado por un misil tierra-aire, y los dos restantes a aviones de transporte C-130 Hércules, uno al estrellarse durante un despegue y el otro durante un aterrizaje. En 2004, mientras transportaba a periodistas y funcionarios de la ONU a una reunión con Kofi Annan, uno de los helicópteros chadianos falló e hizo un aterrizaje de emergencia en el desierto.
El número de aviones operativos de la fuerza aérea chadiana puede ser mucho menor de lo que representan las cifras oficiales. Según un informe del diario Le Figaro de abril de 2006, la Fuerza Aérea Chadiana estaba formada únicamente por dos aeronaves de transporte Lockheed C-130 Hercules, un helicóptero Mil Mi-17 en funcionamiento y dos helicópteros Mil Mi-24 que no funcionaban. Posteriormente, el C-130 Hercules se perdió en un accidente en Abéché, el 11 de junio de 2006.

## Inventario de aeronaves
| Aeronave                  | Fotografía          | Origen              | Tipo                              | Unidades            | Fabricante                                                      |
| Aeronaves militares       | Aeronaves militares | Aeronaves militares | Aeronaves militares               | Aeronaves militares | Aeronaves militares                                             |
| ------------------------- | ------------------- | ------------------- | --------------------------------- | ------------------- | --------------------------------------------------------------- |
| Mikoyan MiG-29            |                     | Rusia               | Caza polivalente                  | 3                   | Mikoyán                                                         |
| Sukhoi Su-25              |                     | Rusia               | Avión de ataque a tierra          | 9                   | Sukhoi                                                          |
| TAI Hürkuş                |                     | Turquía             | COIN                              | 3                   | Turkish Aerospace Industries                                    |
| Aviones de reconocimiento |                     |                     |                                   |                     |                                                                 |
| Cessna 208 Caravan        |                     | Estados Unidos      | ISTARAvión de reconocimiento      | 4                   | Cessna                                                          |
| Aeronaves de transporte   |                     |                     |                                   |                     |                                                                 |
| Antonov An-26             |                     | Ucrania             | Avión de transporte táctico       | 3                   | Antónov                                                         |
| Alenia C-27J Spartan      |                     | Italia              | Avión de transporte táctico       | 2                   | Alenia AeronauticaLeonardo S.p.A.                               |
| Lockheed C-130 Hercules   |                     | Estados Unidos      | Avión de transporte táctico       | 1                   | Lockheed Martin                                                 |
| Helicópteros militares    |                     |                     |                                   |                     |                                                                 |
| Mil Mi-17                 |                     | Rusia               | Helicóptero de transporte militar | 5                   | Fábrica de helicópteros Mil de MoscúHelicópteros de RusiaRostec |
| Mil Mi-24                 |                     | Rusia               | Helicóptero de ataque             | 3                   | Fábrica de helicópteros Mil de MoscúHelicópteros de RusiaRostec |
| Aérospatiale Alouette III |                     | Unión Europea       | Helicóptero utilitario            | 1                   | AérospatialeAirbus SE                                           |
| Eurocopter Fennec         |                     | Unión Europea       | Helicóptero utilitario            | 6                   | Airbus HelicoptersAirbus SE                                     |
| Avión de entrenamiento    |                     |                     |                                   |                     |                                                                 |
| Pilatus PC-7              |                     | Suiza               | Avión de entrenamiento            | 2                   | Pilatus Aircraft                                                |
| Pilatus PC-9              |                     | Suiza               | Avión de entrenamiento            | 1                   | Pilatus Aircraft                                                |
| Aermacchi SF-260          |                     | Italia              | Avión de entrenamiento            | 1                   | Alenia AermacchiLeonardo S.p.A.                                 |
| VANT                      |                     |                     |                                   |                     |                                                                 |
| TAI Anka                  |                     | Turquía             | UCAV                              | 2                   | Turkish Aerospace Industries                                    |
| TAI Aksungur              |                     | Turquía             | UCAV                              | 2                   | Turkish Aerospace Industries                                    |